# Mazzio's Corporation
La Mazzio's Corporation è la compagnia regionale madre di due dei marchi più diffusi negli Stati Uniti di catene di ristoranti specializzati in pizza: Mazzio's Italian Eatery (171 ristoranti) e Zio's Italian Kitchen (15 ristoranti). Ha sede a Tulsa, in Oklahoma, ma ha ristoranti Mazzio's in 10 stati e Zio's in 6.

Il logo di Zio's Italian Kitchen

Entrambe le catene sono fra le prime 25 (che assieme controllano il 52% del mercato della pizza), con - rispettivamente - lo 0,57% e lo 0,13% delle vendite.
La prima pizzeria è stata aperta da Ken Selby (allora insegnante, ed attualmente ancora proprietario) a Tulsa nel 1961 col nome di The Pizza Parlor. Visto il successo, nel 1965 Selby aprì un secondo ristorante e ribattezzò la catena Ken's Pizza. Il nome attuale è stato preso nel 1979, quando nella catena, già piuttosto affermata (100 punti vendita nel 1975), alla pizza si affiancano altri prodotti quali sandwich ed insalate.
Presidente e amministratore delegato è Gregory Lippert.